# Eoterfezia perlucida
Eoterfezia perlucida är en svampart som beskrevs av Jeng & Cain 1976. Eoterfezia perlucida ingår i släktet Eoterfezia och familjen Eoterfeziaceae.   Inga underarter finns listade i Catalogue of Life.